# Ann West
Ann West (1987) è un'ex sciatrice alpina statunitense.

## Biografia
Originaria di Boulder e attiva in gare FIS dal dicembre del 2002, in Nor-Am Cup la West esordì il 7 dicembre 2004 a Lake Louise in supergigante (31ª), ottenne l'unico podio il 10 febbraio 2009 a Mammoth Mountain nella medesima specialità (2ª) e prese per l'ultima volta il via il 18 dicembre dello stesso anno a Panorama sempre in supergigante (17ª). Da allora abbandonò le competizioni di massimo livello, pur continuando a prendere parte a gare minori fino al definitivo ritiro avvenuto in occasione di uno slalom speciale universitario disputato il 17 febbraio 2013 a Dartmouth e chiuso dalla West al 43º posto; in carriera non debuttò in Coppa del Mondo né prese parte a rassegne olimpiche o iridate.

## Palmarès

### Nor-Am Cup
- Miglior piazzamento in classifica generale: 39ª nel 2008
- 1 podio:
  - 1 secondo posto

### South American Cup
- Miglior piazzamento in classifica generale: 20ª nel 2004
- 1 podio:
  - 1 secondo posto